# Night of the Crime
Night of the Crime – drugi album studyjny amerykańskiej grupy heavymetalowej Icon wydany 20 września 1985 roku przez Capitol Records.

## Lista utworów
1. „Naked Eyes” – 4:04
2. „Missing” – 4:40
3. „Danger Calling” – 3:39
4. „(Take Another) Shot at My Heart” – 3:21
5. „Out for Blood” – 5:40
6. „Raise the Hammer” – 3:31
7. „Frozen Tears” – 3:57
8. „Whites of Their Eyes” – 3:45
9. „Hungry for Love” – 4:17
10. „Rock My Radio” – 4:14

## Twórcy
- Stephen Clifford – śpiew
- Dan Wexler – gitara
- John Aquillino – gitara
- Tracy Wallach – gitara basowa
- Pat Dixon – perkusja